# Louis-Marie Raucaz
Louis-Marie Raucaz SM (ur. 1 lutego 1879 w Verrens-Arvey, zm. 22 lipca 1934) – francuski duchowny rzymskokatolicki, marista, misjonarz, wikariusz apostolski Południowych Wysp Salomona.

## Życiorys
Louis-Marie Raucaz urodził się 1 lutego 1879 w Verrens-Arvey we Francji. 7 czerwca 1903 otrzymał święcenia prezbiteriatu i został kapłanem Towarzystwa Maryi (marystów).
13 lipca 1920 papież Benedykt XV mianował go wikariuszem apostolskim Południowych Wysp Salomona oraz biskupem tytularnym Thelepte. 27 grudnia 1920 przyjął sakrę biskupią z rąk delegata apostolskiego w Australii abpa Bartolomeo Cattaneo. Współkonsekratorem był wikariusz apostolski Nowej Kaledonii Claude-Marie Chanrion SM. Przy konsekracji asystował ks. John Barry.
Bp Raucaz zmarł 22 lipca 1934.